# Donjon de Mailly-le-Château
Le donjon de Mailly-le-Château est un édifice fortifié situé à Mailly-le-Château, en France.

## Localisation
L'édifice fortifié est situé dans le département français de l'Yonne, sur la commune de Mailly-le-Château.

## Historique
L'édifice est inscrit au titre des monuments historiques en 1992.